# Kim Myong-suk
Kim Myong-Suk (14 de abril de 1947) é uma ex-jogadora de voleibol da Coreia do Norte que competiu nos Jogos Olímpicos de 1972.
Em 1972, ela fez parte da equipe norte-coreana que conquistou a medalha de bronze no torneio olímpico, no qual atuou em quatro partidas.